# Ибрагимов, Тимур Франилович
Тимур Франилович Ибрагимов (7 сентября 1988, Боровое, Челябинская область — 20 марта 2009, Кака-Шура, Дагестан) — российский солдат, стрелок штурмового отделения 27-го отряда специального назначения «Кузбасс» Сибирского регионального командования Внутренних войск Министерства внутренних дел Российской Федерации, рядовой. Герой Российской Федерации (2009, посмертно).

## Биография
Родился в селе Боровое Брединского района Челябинской области.
Учился в Боровской средней школе. В 2007 году спас во время пожара семью из восьми человек.
Военную службу Ибрагимов проходил в составе отряда специального назначения Сибирского регионального командования ВВ МВД России.
С 14 марта 2009 года Ибрагимов в составе отряда «Кузбасс» прибыл в Дагестан для оказания помощи местным правоохранительным органам в борьбе с бандитскими группировками. 17 марта 2009 года жители села Какашура Карабудахкентского района обратились к тогдашнему министру внутренних дел Дагестана Адильгерею Магомедтагирову с просьбой «покончить с бандгруппой, которая постоянно дает о себе знать, совершая теракты, убийства и другие тяжкие преступления». Министр внутренних дел Дагестана ввёл в районе режим контртеррористической операции. Задачи по блокированию местности и проведению разведывательно-поисковых мероприятий были поставлены подразделениям отряда специального назначения Сибирского регионального командования ВВ МВД России.
19 марта около 14:30 группа старшего лейтенанта Сергея Цветкова столкнулась с группой боевого охранения бандитской базы. Завязался бой, который длился более двух суток, так как спецназу противостоял хорошо вооружённый и обученный противник. Боевики оторваться от преследования не пытались. Наоборот, они старались приблизиться к бойцам разведгруппы для исключения ударов артиллерии и авиации. Разведчики разгадали этот замысел и попытались оторваться, тем более по интенсивности огня стало ясно, что к группе охраны подтянулась основная часть банды боевиков. Сергей Цветков приказал подчинённым отходить, унося раненого, а сам остался прикрывать отход и погиб в неравном бою. Действия разведгруппы старшего лейтенанта Цветкова не только сорвали планы боевиков в начале операции, но и дали возможность переместить подразделения на новые рубежи блокирования, ещё плотнее сжать кольцо.
На второй день операции, 20 марта поисковые группы отряда, в одну из которых входил рядовой Ибрагимов, продолжали вести бой. Спецназ теснил бандгруппу вверх по горному склону. В бою получил тяжёлое ранение начальник разведки ангарского полка оперативного назначения внутренних войск майор Василий Потапов, прибывший в эту командировку вместе с отрядом. Несмотря на ранение, Потапов продолжал вести бой. Рядом с ним занял позицию рядовой Ибрагимов. Вдвоём они прикрывали перемещение других бойцов группы. Ибрагимову удалось уничтожить двоих боевиков, после чего огонь противника на какое-то время ослаб. В этот момент боец увидел, что майор Потапов получил второе ранение и не может вести огонь. Рядовой Ибрагимов попытался вынести командира из-под огня, но в нескольких шагах от укрытия был сражён пулей снайпера. Был убит и майор Потапов.
Спецоперация завершилась 21 марта уничтожением группировки из двенадцати боевиков, включая главаря банды. Потери федеральных сил составили: 5 человек погибшими (4 спецназовца и 1 боец астраханского разведывательного батальона внутренних войск, находившийся в составе воздушной поисково-штурмовой группы, совершавшей на вертолете Ми-8 облет района операции с целью разведки и поиска мест высадки в тылу бандгруппы) и 2 спецназовцев ранеными.
26 марта 2009 года похоронен в селе Боровое Брединского района.
Указом Президента Российской Федерации № 781 от 7 июля 2009 года за мужество и героизм, проявленные при выполнении воинского долга, рядовому Ибрагимову Тимуру Франиловичу присвоено звание Героя Российской Федерации (посмертно). 30 сентября 2009 года медаль «Золотая Звезда» была вручена родителям Ибрагимова на торжественной церемонии, в которой принимали участие командующий войсками Уральского регионального командования генерал-лейтенант Александр Порядин, личный состав 23-го отряда специального назначения, милицейский полк и высокопоставленные региональные чиновники.

## Память
С 2009 года средняя школа села Боровое, где учился Герой, носит его имя. Также в школе планируется открытие музея Тимура Ибрагимова.